# František Plánička
František Plánička (* 2. Juni 1904 in Prag, Österreich-Ungarn; † 20. Juli 1996 ebenda) war ein tschechoslowakischer Fußballspieler, der als Torhüter für die tschechoslowakische Nationalmannschaft von 1926 bis 1938 73 Spiele absolviert hat.

## Leben
Plánička begann mit dem Fußballspielen bei Slovan Praha VII, schon bald wechselte der talentierte Torhüter zum SK Bubeneč.
Nach einigen Jahren in Bubeneč begann Plánička 1922 mit Zustimmung seines bisherigen Vereins bei seinem Lieblingsverein Sparta Prag zu trainieren und war fest entschlossen, zur damals besten tschechischen Mannschaft zu wechseln. Spartas Klubführung kam allerdings zu dem Entschluss, dass Plánička für einen herausragenden Torhüter mit 1,79 m Körpergröße zu klein sei, und verlor am späteren Weltklassekeeper das Interesse.
Im Sommer 1923 wollte Plánička zu Slavia Prag wechseln, bekam zunächst jedoch keine Freigabe seitens des SK Bubeneč. Dennoch reiste Plánička Anfang Juli 1923 mit der Reservemannschaft Slavias nach Mähren und trat ohne Genehmigung seines Vereins am 6. Juli 1923 zu seinem ersten Spiel für Slavia an. Die B-Mannschaft gewann bei Sparta Prostějov mit 3:1. Am Tag darauf machte Plánička sein zweites Spiel für Slavia B, das beim SK Přerov zu einem 1:1 kam.
Im September 1923 war Plánička offiziell immer noch Mitglied des SK Bubeneč, trainierte aber bei Slavia. Kurz vor einer Reise nach Wien verletzte sich Stammkeeper Jaroslav Cháňa. An seiner Stelle fuhr Plánička mit der Mannschaft in die österreichische Hauptstadt, hatte jedoch nach wie vor keine Freigabe aus Bubeneč. Um seinen Einsatz im Spiel gegen Slovan Wien, das Slavia mit 4:1 gewann, geheim zu halten, trat er unter dem Pseudonym František Jakubec an.
Ein in die Sache nicht eingeweihter Brünner Journalist erwähnte jedoch in einem Spielbericht Pláničkas richtigen Namen, woraufhin auch die Funktionäre des SK Bubeneč Wind von der Sache bekamen. In der Folge bekam Plánička eine Rüge von der Disziplinarkommission des tschechischen Fußballverbandes und Slavia Prag musste eine Strafe in Höhe von 300 Kronen zahlen. Anschließend einigten sich Slavia und der SK Bubeneč für eine Ablösesumme von 800 Kronen doch noch auf einen Wechsel des Torwarts.
Für Slavia spielte Plánička bis zu seinem Karriereende 1938. Sein erstes offizielles Spiel bestritt der Torwart am 7. Oktober 1923 im Charity-Cup-Halbfinale gegen Čechie Karlín (6:2). Mit den Rot-Weißen wurde er achtmal tschechoslowakischer Meister sowie sechsmal mittelböhmischer Pokalsieger.
In einem Freundschaftsspiel im Dezember 1925 im San Siro gegen Inter Mailand brach sich Plánička den linken Arm, was die Ärzte jedoch erst nach dem Armbruch im Viertelfinale der Weltmeisterschaft 1938 feststellten.
Er zählte in den 1930er Jahren neben dem Spanier Ricardo Zamora und dem Italiener Gianpiero Combi zu den weltbesten Torhütern. Die Katze von Prag erlebte seinen internationalen Durchbruch bei der Fußball-Weltmeisterschaft 1934 in Italien, wo die tschechoslowakische Fußballnationalmannschaft dank seiner Glanzleistungen im Turnier Vize-Weltmeister wurde. Der Tormann glänzte vor allem durch seine Reflexe auf der Linie und seine Schnelligkeit beim Herauslaufen. Insgesamt bestritt Plánička 73 Länderspiele.
Zur Legende Plánička trug außerdem sein letztes Länderspiel bei der Fußball-Weltmeisterschaft 1938 in Frankreich bei. Im überhart geführten Viertelfinalspiel gegen Brasilien brach sich Plánička nach einem Zusammenprall mit dem brasilianischen Spieler Perácio den linken Arm. Da es noch keine Auswechslungen gab, musste Plánička bis zum Ende weiterspielen. Das Spiel stand zu diesem Zeitpunkt 1:1 und ging in die Verlängerung. Plánička hielt weiterhin großartig und der Mannschaft gelang es, das Ergebnis zu halten. Im Wiederholungsspiel ohne Plánička unterlag die Tschechoslowakei mit 1:2.
Von dieser Verletzung konnte sich Plánička nie wieder erholen und beendete im Sommer 1938 seine aktive Laufbahn. Später arbeitete er als Torwarttrainer und Funktionär für Slavia Prag und stand für die Mannschaft ehemaliger Nationalspieler immer mal wieder zwischen den Pfosten.